# Cuvée Freddy
Cuvée Freddy is een Belgisch bier van hoge gisting.
Het bier wordt gebrouwen in Brouwerij Alvinne te Moen.
Het is een zwart bier met een alcoholpercentage van 10%. Het basisbier Mano Negra wordt gebrouwen zonder hop, waardoor de melkzuurbacteriën de kans krijgen om het bier te verzuren. Daarna wordt het bier minstens 8 maanden gelagerd op Bourgogne-wijnvaten.